# 茶尔山水库
茶尔山水库是中国云南省玉溪市江川县境内的一座水库，位于东河上，建于1957年。水库正常库容为984万立方米，集雨面积为32平方千米，海拔为1803米。